# Dejan Petković
Dejan Petkovic (Majdanpek, 10 de setembre de 1972) és un exfutbolista serbi, que jugava de davanter.

## Trajectòria
Va iniciar la seua carrera el 1988 a les files del Radnički Niš, sent el jugador més jove en disputar un partit de la primera divisió iugoslava. El 1991, va fitxar per l'Estrella Roja de Belgrad. A l'equip capitalí hi va militar fins al 1995, i hi va guanyar dues lligues.
El 1995 signa amb el Reial Madrid, però no aconsegueix fer-se un lloc a l'equip blanc, sent cedit primer al Sevilla FC i després al Racing de Santander. De nou al Reial Madrid, va cridar l'atenció de la lliga brasilera quan els blancs feren una gira en aquell país amb el seu equip B.
D'aquest torneig fitxa el 1997 per l'Esporte Clube Vitoria, amb qui va tenir un paper destacat. Va guanyar dos campionats de Bahía i la Copa Nordeste. El 1999 deixava el Vitoria, i després d'una breu estada al Venecia italià, s'incorpora al Flamengo. Ací es va alçar amb dos campionats de Rio de Janeiro i la Copa dels Campions, gràcies als seus gols de falta directa. El 2002 milita a un altre gran del país, el Vasco da Gama, on va quallar una bona actuació, marcant fins a 20 gols en dos anys. A més a més, va rebre la 'Bola da Prata, que reconeixia els seus mèrits.
El 2004 marxa a Al Ittihad saudita, per retornar al Brasil un any després, aquesta vegada a les files del Fluminense. Va ser de nou una peça fonamental del seu equip, i va rebre una segona 'Bola da Prata. A més a més, té l'honor d'haver marcat el gol número 1.000 del Flu en el campionat brasiler. Posteriorment, va jugar en altres equips menors del Brasil, com el Santos o l'Atlético Mineiro.

## Selecció
Va debutar amb Iugoslàvia el 1995, però no va tenir continuïtat fins després del Mundial de França. Va ser convocat en un partit contra Brasil al setembre de 1998. Com el serbi jugava al Vitoria i l'encontre es jugava a São Luís, va desplaçar-se en el mateix vol que la selecció canarinha.
Tornà a jugar en un altre amistós contra el Brasil, i el seu últim partit amb la selecció fou el 1999, en amistosos contra les Illes Canàries i Catalunya. Tot i jugar grans partits al Brasil, no va ser convocat de nou, segons els seleccionadors i la federació, per què no el podien veure si estava a Sud-amèrica. Això va enrarir les relacions amb el jugador, fins al punt que es va parlar de nacionalitzar-se brasiler i jugar amb aquesta samarreta al desaparèixer la selecció del seu país (el 2003 fou reconvertida en Sèrbia i Montenegro).
Va haver un cert moviment per portar-lo al Mundial 2006, però finalment no ha estat convocat amb la selecció sèrbia.